# Linognathus panamensis
Linognathus panamensis är en insektsart som beskrevs av Ewing 1927. Linognathus panamensis ingår i släktet Linognathus och familjen nötlöss. Inga underarter finns listade i Catalogue of Life.